# Guru Angad Dev
Śrī Guru Angad Dev, nato col nome di Bhai Lehna (Muktsar, 31 marzo 1504 – Amritsar, 28 marzo 1552), è stato uno scrittore indiano, secondo guru sikh dopo Guru Nanak Dev.

## Biografia
Nel 1538 fu scelto da Guru Nanak Dev Ji come suo successore a discapito dei propri figli e da quel momento assunse il nome di Guru Angad Dev Ji. Quando Babur invase il Punjab, Guru Angad Dev Ji si spostò con la sua famiglia verso Amritsar. 
Guru Angad fu l'inventore della scrittura gurmukhi, sviluppata dagli antichi caratteri punjabi, e se ne servì per aumentare il grado di istruzione nella popolazione, favorendo anche l'apertura di nuove scuole per bambini.
Prima di morire nominò Guru Amar Das Ji come suo successore a capo della comunità sikh.